# Golfo di Palmas
Il golfo di Palmas  è un'insenatura del mar di Sardegna situata nella provincia del Sud Sardegna, nella regione storica del Sulcis-Iglesiente ed è compreso tra capo Sperone e la punta di Cala Piombo. Bagna i comuni di Sant'Antioco, San Giovanni Suergiu, Giba, Masainas, Sant'Anna Arresi e Teulada.

## Geografia

Carta del golfo di Palmas

Il golfo è delimitato a nord-ovest da alcune isole dell'arcipelago del Sulcis: l'isola di Sant'Antioco (108 km²) e gli isolotti isola del Toro, isola della Vacca, isolotto del Vitello e a sud-est dalla punta di Cala Piombo, dove si trova il poligono militare NATO di Teulada.
Nel golfo sfocia il piccolo fiume Rio Palmas e il canale della laguna di Sant'Antioco e di San Pietro e nelle immediate vicinanze del golfo sono presenti numerosi stagni, quali lo stagno di Porto Botte, stagno di Mulargia, stagno di Baiocco, Stagno Maestrale e lo stagno di Porto Pino che costituiscono importanti aree di interesse faunistico e paesaggistico.

## Tutele ambientali
Le coste del golfo di Palmas sono interamente incluse nel parco geominerario storico e ambientale della Sardegna riconosciuto dall'UNESCO e furono utilizzate per attività estrattiva dell'arenaria e come scalo marittimo fin dall'epoca fenicio-punica per poi divenire un centro mercantile in epoca romana. I resti sono ancora oggi visibili a Sant'Antioco (anticamente Sulki) e a Porto Pino.
La quasi totalità del territorio delle coste del golfo di Palmas è vincolato dal programma europeo Natura 2000 come sito di importanza comunitaria (SIC) e in alcune zone anche come zona di protezione speciale (ZPS) :
- SIC Promontorio dune e zona umida di porto-pino[3]
- SIC Isola-Rossa e capo Teulada[4]
- SIC Stagno di Porto Botte[5]
- SIC Serra Is Tres Portus Sant-Antioco[6]
- SIC Isola del Toro[7] e ZPS[8]
- SIC Isola della Vacca[9] e ZPS[10]
- ZPS Isola di Sant-Antioco Capo Sperone[11]

Nella zona sono presenti associazioni e programmi di educazione per la salvaguardia del territorio come il progetto SOSS Dunes (Safeguard and management Of South-western Sardinian Dunes), con sede nella Pineta Candiani e cofinanziato dal programma comunitario LIFE+, si prefigge di salvaguardare le dune della Sardegna sudoccidentale, un habitat soggetto a notevole pressione a causa del turismo di massa.
L'associazione Parco Marino Protetto Golfo Di Palmas milita per la valorizzazione delle risorse inespresse, partendo dal presupposto che i principali custodi del territorio siano i cittadini.
Diverse associazioni chiedono da tempo la costituzione di un'area marina protetta ma gli interessi commerciali e le necessità di "sviluppo" non hanno permesso a oggi l’istituzione di un'area di tutela, strumento di salvaguardia ambientale che può attivare efficaci processi di sviluppo culturale ed economico per l'intera comunità.